# Canton de Belfort-3
Le canton de Belfort-3 est une circonscription électorale française située dans le département du Territoire de Belfort et la région Bourgogne-Franche-Comté.

## Histoire
Un nouveau découpage territorial du Territoire de Belfort entre en vigueur à l'occasion des premières élections départementales suivant le décret du 13 février 2014. Les conseillers départementaux sont, à compter de ces élections, élus au scrutin majoritaire binominal mixte. Les électeurs de chaque canton élisent au Conseil départemental, nouvelle appellation du Conseil général, deux membres de sexe différent, qui se présentent en binôme de candidats. Les conseillers départementaux sont élus pour 6 ans au scrutin binominal majoritaire à deux tours, l'accès au second tour nécessitant 12,5 % des inscrits au 1er tour. En outre la totalité des conseillers départementaux est renouvelée. Ce nouveau mode de scrutin nécessite un redécoupage des cantons dont le nombre est divisé par deux avec arrondi à l'unité impaire supérieure si ce nombre n'est pas entier impair, assorti de conditions de seuils minimaux. Dans le Territoire de Belfort, le nombre de cantons passe ainsi de 15 à 9.
Le canton de Belfort-3 est créé par ce décret. Il est formé d'une fraction de la commune de Belfort. Le bureau centralisateur est situé à Belfort.

## Représentation
| Période élective | Période élective | Mandat | Mandat           | Identité               | Nuance | Nuance | Qualité                                                                         |
| ---------------- | ---------------- | ------ | ---------------- | ---------------------- | ------ | ------ | ------------------------------------------------------------------------------- |
| 2015             | 2021             | 2015   | 2021             | Julie De Breza         |        | MoDem  | Juriste dans une association d'aide aux victimes, Belfort                       |
| 2015             | 2021             | 2015   | 2019 (démission) | Christophe Grudler     |        | MoDem  | Journaliste et écrivain, Belfort, élu député au Parlement Européen en juin 2019 |
| 2015             | 2021             | 2019   | 2021             | Jean-Christophe Messin |        | MoDem  | Médecin généraliste à Valdoie                                                   |
| 2021             | 2028             | 2021   | en cours         | Ian Boucard            |        | LR     | Cadre du secteur privé Député depuis 2017                                       |
| 2021             | 2028             | 2021   | en cours         | Loubna Ketfi-Charif    |        | LR     | Vice-Présidente du Grand-Belfort                                                |

### Résultats détaillés

#### Élections de mars 2015
À l'issue du 1er tour des élections départementales de 2015, deux binômes sont en ballottage : Florence Besancenot et Damien Meslot (UMP, 30,49 %) et Julie De Breza et Christophe Grudler (MoDem, 20,49 %). Le taux de participation est de 51,99 % (4 104 votants sur 7 894 inscrits) contre 54,32 % au niveau départemental et 50,17 % au niveau national.
Au second tour, Julie De Breza et Christophe Grudler (MoDem) sont élus avec 53,5 % des suffrages exprimés et un taux de participation de 49,28 % (1 863 voix pour 3 889 votants et 7 891 inscrits).

#### Élections de juin 2021
Le premier tour des élections départementales de 2021 est marqué par un très faible taux de participation (33,26 % au niveau national). Dans le canton de Belfort-3, ce taux de participation est de 29,35 % (2 176 votants sur 7 415 inscrits) contre 33,32 % au niveau départemental. À l'issue de ce premier tour, deux binômes sont en ballottage : Ian Boucard et Loubna Ketfi-Charif (LR, 43,28 %) et Anny Morel-Grunblatt et Lucas Vanitou (DVG, 31,55 %).
Le second tour des élections est marqué une nouvelle fois par une abstention massive équivalente au premier tour. Les taux de participation sont de 34,36 % au niveau national, 35,84 % dans le département et 34,01 % dans le canton de Belfort-3. Ian Boucard et Loubna Ketfi-Charif (LR) sont élus avec 54,8 % des suffrages exprimés (1 257 voix pour 2 522 votants et 7 415 inscrits),,.

## Composition
| Nom                             | Code Insee | Intercommunalité | Superficie (km2) | Population (dernière pop. légale)                | Densité (hab./km2) | Modifier                                    |
| ------------------------------- | ---------- | ---------------- | ---------------- | ------------------------------------------------ | ------------------ | ------------------------------------------- |
| Belfort (bureau centralisateur) | 90010      | CA Grand Belfort | 17,10            | Fraction : 14 381 (2022) Commune : 45 646 (2022) | 2 669              | modifier les données · modifier les données |
| Canton de Belfort-3             | 9004       |                  |                  | 14 381 (2022)                                    |                    | modifier les données                        |

Le canton de Belfort-3 comprend la partie de la commune de Belfort non incluse dans les cantons de Belfort-1 et de Belfort-2.

## Démographie
En 2022, le canton comptait 14 381 habitants, en évolution de −3,18 % par rapport à 2016 (Territoire de Belfort : −2,78 %, France hors Mayotte : +2,11 %).
| 2013   | 2018   | 2022   |
| ------ | ------ | ------ |
| 15 202 | 14 327 | 14 381 |